# Incilius cycladen
Incilius cycladen är en groddjursart som först beskrevs av Lynch och Smith 1966.  Incilius cycladen ingår i släktet Incilius och familjen paddor. IUCN kategoriserar arten globalt som sårbar. Inga underarter finns listade i Catalogue of Life.